# Elton John
Sir Elton Hercules John (művésznevén Elton John, született Reginald Kenneth Dwight) (London, 1947. március 25. –) Tony-, Golden Globe-, kétszeres Oscar-, Emmy- és hatszoros Grammy-díjas brit zeneszerző, zenész és énekes.

## Élete
Reginald Kenneth Dwightként született 1947. március 25-én, és a middlesexi Pinnerben, anyai nagyszülei önkormányzati bérházában nevelkedett, akiknél ifjú házas szülei (Sheila Eileen (Harris) és Stanley Dwight) laktak, míg hatéves korában egy közeli ikerházba nem költöztek. Tanulmányait a Pinner Wood-i elemiben, a reddifordi általános iskolában és a Pinner megyei gimnáziumban végezte 17 éves koráig, amikor is pont az emelt szintű érettségi vizsgák előtt abbahagyta az iskolát, hogy zenei pályára lépjen.
Amikor már komolyan kezdte fontolgatni a zenei karriert, édesapja, aki hadnagyi rangban a Királyi Légierőnél szolgált repülőtisztként, megpróbálta polgáribb pályák felé terelgetni, mint amilyen például a banktisztviselői állás. Elton állítja, hogy extravagáns színpadi ruháin és előadásain keresztül, a maga módján, elnyomott gyerekkorától akar szabadulni. Mindkét szülőjének volt érzéke a zenéhez. Édesapja a Bob Millar Bandben trombitált, amely egy félprofi big band volt, s a katonai táncmulatságokon zenéltek. Dwighték nagy lemezgyűjtők voltak, így Eltonhoz elértek a kor népszerű énekesei és zenészei, és ő is egyből megkedvelte a rock'n'rollt, amikor 1956-ban édesanyja Elvis és Bill Haley & His Comets-lemezeket vitt haza.
Háromévesen kezdett zongorázni, és egy évbe se telt, hogy édesanyja hallotta őt, ahogy Winifred Atwell: A korcsolyás keringőjét pötyögteti, hallás után. Miután családi társas összejöveteleken is fellépett, hétévesen rendes zongoraórákra kezdett járni. Az iskolában is megmutatkozott zenei tehetsége, beleértve szerzői vénáját is, és ismertségre is szert tett azáltal, hogy iskolai rendezvényeken Jerry Lee Lewishoz hasonló módon játszott. Tizenegy évesen ifjúsági ösztöndíjat nyert a Királyi Zeneakadémiára. Egyik tanára szerint első hallás után úgy játszott vissza egyből egy négyoldalas Handel-darabot, mint egy gramofonlemez.
Jelentős változást hozott a karrierjében, amikor a 60-as évek végén megismerkedett Bernie Taupin szövegíróval, kettejük együttműködése hozta meg az igazi áttörést; a 70-es évek elején jelentek meg az első albumai és slágerei, de az igazán nagy sikert két 1973-ban megjelent album, a Don’t Shoot Me I’m Only The Piano Player (Ne lőjjetek rám, én csak a zongorista vagyok) és a Goodbye Yellow Brick Road (Viszlát sárga köves út) hozta el, rengeteg világslágerrel, melyek szövegét Taupin írta. Az évtizedben további sikeres albumokat jelentetett meg, de az intenzív munkatempót megsínylette a szervezete, ekkor a kábítószerekre is rászokott. 1977-ben szakított – legalábbis egy időre – Taupinnal, és másik szövegíróval dolgozott, de a diszkó műfajba is belekóstolt. Később kábítószer-elvonókúrán is részt vett, ami után sikeresen leszokott. Még a vasfüggönyön túl is koncertezett, egyebek mellett Moszkvában is fellépett.
A 80-as évekre maga mögött hagyta az előző évek extravagáns glam rock külsőségeit, szolídabb megjelenésre váltott, de sikeres lemezei és slágerei továbbra is megjelentek, legnépszerűbb dalai ebből az időből az I'm Still Standing, a Nikita, az I Don't Wanna Go On With You Like That vagy a Sacrifice.
Filmzenéket és musicaleket is komponált, nagy siker volt az 1994-es Az oroszlánkirály című animációs film zenei anyaga, amit ő készített.
Diána walesi hercegné 1997-es gyászszertartásán az eredetileg 1973-ban megjelent Candle in the Wind című dalával fejezte ki részvétét.
A kései 80-as évektől belevetette magát az AIDS elleni küzdelembe. 1992-ben létrehozta az Elton John AIDS Foundationt, amely egy évvel később elkezdte évenként megrendezni az Academy Award Partyt, amely a legrangosabb Oscar-díjátadó partikhoz hasonlatos. Fedezetül kétszázmillió amerikai dollárt tett le.
Legrégebbi és leggyakoribb zenésztársai Davey Johnston gitáros, Nigel Olsson dobos, Ray Cooper ütőhangszeres és Dee Murray basszusgitáros voltak, akik 1970 óta rendszeresen kísérték nem hivatalosan Elton John Band néven. Murray 1992-ben stroke következtében meghalt, Johnston, Olsson és Cooper azóta is kísérik, idővel újabb zenészekkel kiegészülve. Volt aki csak alkalmilag zenélt velük, de huzamosabb tagok is vannak.
2019-ben életrajzi film jelent meg róla Rocketman címmel egyik híres dalának címe után, melyben Taron Egerton alakítja, bár a film felületesen és a tényeket szabadon kezelve mutatta be az életeseményeit.
2023-ban fejezte be még 2018-ban elindult Farewell Yellow Brick Road című koncertturnéját Stockholmban, ami a Covid19-pandémia miatt halasztódott eddig, az ekkor 76 éves zenész már korábban jelezte, hogy ezzel be is fejezi a turnézást, de koncertek megtartásától nem zárkózik el. A búcsúkoncerten meg is köszönte rajongóinak, hogy megvették karrierje lemezeit, kazettáit, és hogy eljöttek a koncertjeire.

## Magánélete
Több kapcsolata is volt korábban, és noha már 1970-ben homoszexuális viszonyt kezdett későbbi menedzserével, John Reiddel, nőkkel is ismerkedett: volt egy jegyessége a 60-as években, amelyet még házasság előtt felbontott, majd később egy házassága is 1984-ben egy német hangmérnöknővel, és bár elmondása szerint kedvelte a nőt, hamar kiderült számára, hogy ezzel csak önmagának hazudik, ezért négy év után elváltak. 2005-ben több mint egy évtizedes kapcsolat után bejegyzett élettársi kapcsolatot kötött David Furnishsel. 2014-ben, kilenc évre rá össze is házasodtak. Két gyermeket nevelnek, akiket béranyaság által hoztak világra.
Vagyonát 2019-ben 320 millió fontra becsülték, ő maga pedig sosem titkolta, hogy szeret költekezni; több országban rendelkezik ingatlannal és luxusautógyűjteményt is felhalmozott, igaz ezek egy részét 2001-ben árverésen értékesítette, mert elmondása szerint semmi ideje nem volt használni őket a gyakori külföldön tartózkodása miatt. 1976 óta különböző minőségben tulajdonosa/támogatója a Watford FC focicsapatnak.

## Diszkográfia

### Albumok

#### Stúdióalbumok
- 1969: Empty Sky
- 1970: Elton John
- 1971: Tumbleweed Connection
- 1971: Madman Across the Water
- 1972: Honky Château
- 1973: Don’t Shoot Me I’m Only The Piano Player
- 1973: Goodbye Yellow Brick Road
- 1974: Caribou
- 1975: Captain Fantastic And The Brown Dirt Cowboy
- 1975: Rock Of The Westies
- 1976: Blue Moves
- 1978: A Single Man
- 1979: Victim Of Love
- 1980: 21 At 33
- 1981: The Fox
- 1982: Jump Up!
- 1983: Too Low For Zero
- 1984: Breaking Hearts
- 1985: Ice On Fire
- 1986: Leather Jackets
- 1988: Reg Strikes Back
- 1989: Sleeping With The Past
- 1992: The One
- 1993: Duets
- 1995: Made In England
- 1997: The Big Picture
- 2001: Songs From The West Coast
- 2004: Peachtree Road
- 2006: The Captain & The Kid
- 2013: The Diving Board
- 2016: Wonderful Crazy Night
- 2021: Regimental Sgt. Zippo

#### Koncertalbumok
- 1971: 17-11-70
- 1976: Here and There
- 1987: Live in Australia
- 2000: One Night Only

#### Válogatások
- 1970: Reg Dwight's Piano goes Pop
- 1974: Lady Samantha
- 1974: Greatest Hits
- 1977: Greatest Hits Vol. 2
- 1980: The Very Best of
- 1987: Greatest Hits Vol. 3
- 1990: To Be Continued
- 1990: The Very Best of  Zweite Ausgabe
- 1992: Rare Masters
- 1997: Love Songs
- 2002: Greatest Hits 1970–2002
- 2006: Christmas Party
- 2007: Rocket Man – The Definitive Hits

#### Filmzenék
- 1970: The Games
- 1971: Friends
- 1994: Az oroszlánkirály
- 1999: The Muse
- 2000: Irány Eldorádó
- 2011: Gnómeó és Júlia

#### Musicalek
- 1999: Aida
- 2002: The Lion King
- 2002: We Will Rock You
- 2005: Billy Elliot
- 2005: Lestat

### Videók és DVD-k
- 1978: To Russia with Elton (VHS; 2003-ban DVD-ként)
- 1981: The Fox (VHS)
- 1984: The afternoon Concert és The Nighttime Concert (Live at Wembley) (VHS)
- 1986: Live in Australia (VHS, két koncertfelvétellel Ausztráliából)
- 1990: The Very Best of (VHS; 2000-ben DVD-ként)
- 1992: Live in Barcelona (VHS; 2000-ben DVD-ként)
- 2000: One Night Only (DVD)
- 2001: Goodbye Yellow Brick Road (DVD, keletkezéstörténete a filmmel megegyező című albumnak, a Goodbye Yellow Brick Roadnak)
- 2004: Dream Ticket (4 DVD)
- 2005: Peachtree Road live in Atlanta, Peachtree Road-ról (CD + DVD)
- 2007: Rocket Man – The Definitive Hits (CD + DVD)
- 2007: Elton 60: Live at Madison Square Garden (DVD)

## Önéletrajza
- Me, 2019
  - Én; fordította: Rácz Kata; Könyvmolyképző, Szeged, 2020 ISBN 9789634576273

## Fordítás
- Ez a szócikk részben vagy egészben  az   Elton John című angol Wikipédia-szócikk ezen változatának fordításán alapul.  Az eredeti cikk szerkesztőit annak laptörténete sorolja fel. Ez a jelzés csupán a megfogalmazás eredetét és a szerzői jogokat jelzi, nem szolgál a cikkben szereplő információk forrásmegjelöléseként.